# Kanadyjczycy
Kanadyjczycy – młody naród, ogromnie zróżnicowany etnicznie, zamieszkujący głównie Kanadę. Liczy ponad 31 milionów, jednak jedynie 6,7 mln osób (23% ogólnej liczby ludności) uznaje siebie za Kanadyjczyków, a ok. 5 mln za Kanadyjczyków o określonym pochodzeniu etnicznym. Pozostali czują się przede wszystkim członkami którejś spośród 200 grup etnicznych. Językiem ojczystym większości Kanadyjczyków jest angielski (59%), następnie francuski (23%). Inny język (gł. chiński, włoski, niemiecki) deklaruje 18% Kanadyjczyków. Spośród ogólnej liczby ludności 2% nie zna żadnego z języków oficjalnych (angielskiego lub francuskiego), natomiast 18% jest dwujęzyczna. Ludność biała stanowi aż 96% ogółu ludności Kanady.
Na tożsamość kanadyjską wpływ wywierały i wywierają: kultura brytyjska i – w mniejszym stopniu – francuska (gł. w Quebecu), antyamerykanizm (związany z konfliktami historycznymi oraz antybrytyjskością Amerykanów), czynniki geograficzne (surowy klimat, życie według cyklu zmian pór roku, zmagania z dziką przyrodą - wszystko to wpłynęło na ukształtowanie się mitu Kanadyjczyków jako "ludzi Północy", niezależnych i samowystarczalnych) oraz instytucja monarchii (postrzegana jako gwarant jedności kraju w obliczu działań separatystycznych Quebecu). Dodatkowo na tożsamość francuskojęzycznych Kanadyjczyków aż do lat 60. XX wieku (spokojna rewolucja) duży wpływ miała religia i wartości katolickie.
W latach 60. XX wieku władze kanadyjskie lansowały ideę dwujęzyczności, zakładającą biegłą znajomość obu języków oficjalnych przez wszystkich mieszkańców państwa. Idea ta miała być kolejnym czynnikiem, kształtującym tożsamość narodową Kanadyjczyków i odróżniającym ich od Amerykanów. Koncepcja ta upadła ze względu na opór mieszkańców Quebecu przywiązanych do języka francuskiego i jednocześnie uznających realizację tej idei za mało realną, natomiast w anglojęzycznej części kraju zadecydowały względy praktyczne. Obecnie (od lat 70. XX wieku) w Kanadzie obowiązuje model wielokulturowości. Naród kanadyjski oraz jego kultura ciągle są w trakcie procesu formowania.
Można wyróżnić trzy odrębne segmenty etnokulturowe w obrębie narodu kanadyjskiego:
- Anglokanadyjczycy – potomkowie imigrantów z Wysp Brytyjskich, którzy przybywali do Kanady od XVIII wieku. Posługują się językiem angielskim i kultywują tradycje anglosaskie.

- Frankokanadyjczycy – potomkowie imigrantów z Normandii i Bretanii, przybywających do wschodniej części Kanady od XVII wieku. Posługują się językiem francuskim, wyznają w większości katolicyzm i kultywują tradycje francuskie. Ich głównymi skupiskami są: prowincja Quebec, wschodnia część Ontario i Nowy Brunszwik. Wykazują silne tendencje separatystyczne. Według niektórych badaczy Frankokanadyjczycy (Québécois) stanowią w istocie oddzielny naród[15] i w związku z tym powinni być postrzegani jako mniejszość narodowa w rozumieniu europejskim[16].

- Allokanadyjczycy – potomkowie imigrantów XIX-wiecznych z Europy (Niemcy, Ukraińcy, Skandynawowie, Polacy, Żydzi, Węgrzy, Włosi, Grecy, Portugalczycy) oraz współcześni imigranci z Azji, Karaibów i Ameryki Łacińskiej. Są już zasymilowani lub dopiero asymilują się głównie do grupy anglokanadyjskiej.